# مارك غريفز (لاعب كرة قدم)
مارك غريفز (بالإنجليزية: Mark Graves)‏ هو لاعب كرة قدم بريطاني، ولد في 14 ديسمبر 1960 في ايزلورث في المملكة المتحدة. لعب مع نادي بليموث أرجايل ونادي ويلدستون لكرة القدم.